# Akçakent
Akçakent az azonos nevű körzet központja, mely Kırşehir tartományban, Törökországban található. A 2000-es népszámláláskor a körzet lakossága 7 700 fő volt, ebből 1 268 élt a településen. 2008-ra a körzet lakossága 5848, a település lakossága 1129 főre csökkent.